# المعهد الكردي في باريس
المعهد الكوردي في باريس (بالفرنسية: Institut kurde de Paris)‏ هي منظمة تأسست في فبراير 1983، من قبل المنتج السينمائي يلماز كوني والشاعر جيكرخوين، تركز على اللغة والثقافة والتاريخ الكوردي. تعتير المنظمة منظمة ثقافية مستقلة غير مسيّسة من اهدافها أن تكون علمانية. بعد عشر سنوات من نشاطها ومع تشكل قانون الجمعيات لعام 1901، أصبح المعهد الكوردي، بمرسوم بتاريخ 2 آذار 1993 من رئيس الوزراء الفرنسي، مؤسسة معترف بها على أنها ذات منفعة عامة. يقع مكتبها الرئيسي في 106 rue La Fayette (الدائرة العاشرة في باريس). تركز معظم أنشطة المعهد على اللغة الكوردية وخاصة لهجتها الكورمانجية. المعهد لديه مكتبة تحفظ آلاف الوثائق التاريخية والنشرات والدوريات عن الكورد. يقوم ممثلان عن وزارة الداخلية ووزارة الثقافة الفرنسية بتوفير الصلة بين المعهد والحكومة الفرنسية. يرأس المعهد كندال نيزان كرئيس وعباس فالي (جامعة سوانسي) وفؤاد حسين (جامعة أمستردام) نائبا للرئيس.

## وصلات خارجية
- Kurdish Institute of Paris (باللغة الإنجليزية)
- On line books available in the library of the Kurdish Institute of Paris (باللغة الإنجليزية)